# Помарське сільське поселення
Пома́рське сільське поселення (рос. Помарское сельское поселение) — муніципальне утворення у складі Волзького району Марій Ел, Росія. Адміністративний центр — село Помари.

## Населення
Населення — 3854 особи (2019, 4129 у 2010, 4110 у 2002).

## Склад
До складу поселення входять такі населені пункти:
| Населений пункт       | Населення, осіб (2002) | Населення, осіб (2010) |
| --------------------- | ---------------------- | ---------------------- |
| Березники, присілок   | 455                    | 435                    |
| Малі Парати, присілок | 331                    | 346                    |
| Передовик, присілок   | 70                     | 63                     |
| Помари, село          | 1965                   | 2014                   |
| Унур, хутір           | 3                      | 1                      |
| Часовенна, присілок   | 1160                   | 1125                   |
| Шеренгуб, присілок    | 126                    | 145                    |